# Outorga
Outorga é o ato ou efeito de outorgar, consentir, podendo ser uma concessão de um serviço, por exemplo; aprovação, ou o beneplácito de consentir algo em favor de outrem. A palavra pode ser usada no sentido de dar, conceder, conferir (um mandato político, por exemplo). A outorga pode dar por direito qualquer bem, ou conferir o direito de executar algo ou conceder um direito. As escrituras públicas são exemplos de outorga. A etimologia do verbo "outorgar", em última instância, no latim auctoritas, via o verbo latino vulgar *auctoricare, que também originou o basco aitortu.
A palavra outorgar assume outro sentido se no direito de oferecer, conceder um prazo privilegiado em questões bancárias, as quais são utilizadas no Balanço de Pagamento que o Banco Central venha a exigir.

## No direito de uso dos recursos hídricos
A outorga de recursos hídricos tem como objetivo a concessão das águas de domínio da União ou do Estados aos usuários devidos. É uma autorização necessária para quem quiser fazer uso dos corpos ou fluxos d'água e tem como objetivo assegurar o controle do uso destes recursos quantitativa, qualitativa e juridicamente. No Brasil a exigência de outorga para uso dos recursos hídricos é regulada pela Lei 9 433 de 1977. O órgão responsável pela concessão de tal autorização vai depender a qual Ente Federativo pertence o corpo d'água em questão, se pertencer a União Federal, por exemplo, a competência para expedição da outorga é da Agência Nacional de Águas - ANA.
Nos casos de águas superficiais e subterrâneas (poços caipiras, profundos e jorrantes) é necessário contratar um profissional competente (como um geólogo ou um engenheiro agrônomo) para dar entrada no requerimento de outorga de uso de recurso hídrico, junto ao órgão competente, advindo de um plano de utilização deste recurso hídrico com base em estudos. O órgão analisará e expedirá o referido documento (outorga), caso seja verificado que o empreendimento é compatível.

## No Direito Constitucional
No Direito Constitucional, fala-se em constituição outorgada quando esta é imposta unilateralmente pela vontade dos governantes, em oposição às promulgadas, que derivam do poder popular, normalmente após este eleger uma assembleia constituinte. No Brasil, houve ao menos duas constituições outorgadas: a de 1824 e a de 1937, com muitos autores apontando para a de 1967 como um exemplo de outorga.
Uma constituição outorgada por vezes recebe o nome de Carta Constitucional, uma vez que é um conjunto de normas que regem um Estado outorgada por um governante, sem ser votada por uma assembleia representativa da nação. O nome vem do primeiro documento deste género, outorgado por Luís XVIII de França, em junho de 1814, no qual se definiam limites para o seu poder.
D. Pedro IV de Portugal decidiu seguir o exemplo francês, ao outorgar a Portugal uma Carta Constitucional, em 29 de abril de 1826, o que fez ainda no Brasil em 1824. Isso tinha sido prometido por D. João VI, em 1823, em consequência da Vilafrancada, porém, nunca chegou a fazer. Esta lei fundamental serviria para substituir a Constituição portuguesa de 1822. A sua promulgação levou à Revolução de Setembro e à revolta dos marechais que oporia setembristas (partidários da Constituição de 1822) e cartistas (pela nova Carta Constitucional). Tendo sido alterada em 1852, 1885 e 1898 tornou-se a lei fundamental de Portugal até 1910, quando foi proclamada a República.

## Outorga uxória
A outorga uxória ou marital é a autorização de um cônjuge a outro para determinados atos jurídicos sem os quais não seriam válidos. O objetivo deste dispositivo é assegurar a concordância do cônjuge em atos que poderiam onerar o patrimônio comum familiar.